# NGC 2249
NGC 2249 ist ein Kugelsternhaufen in der Großen Magellanschen Wolke im Sternbild Schwertfisch. Er wurde am 23. Dezember 1834 von dem Astronomen John Herschel entdeckt.
In verschiedenen Untersuchungen wird das Alter des Sternhaufens auf 275 Millionen bis eine Milliarde Jahre geschätzt, seine Metallizität auf −0,4 bis −0,47. Die Auswertung einer Beobachtung mit dem Hubble-Weltraumteleskop des Sternhaufens zeigt, dass er  die 22.000-fache Masse der Sonne und die 46.000-fache Leuchtkraft hat.